# Phyllis Fox
Phyllis Ann Fox (1923) é uma matemática e cientista da computação estadunidense.

## Formação
Realizou seus estudos de graduação no Wellesley College, obtendo um B.A. em matemática em 1944.
De 1944 a 1946 trabalhou para a General Electric como operadora de seu projeto de analisador diferencial. Obteve um segundo bacharelado em 1948, em engenharia elétrica, na Universidade do Colorado em 1948. Seguiu então para a pós-graduação no Instituto de Tecnologia de Massachusetts (MIT), obtendo um M.S. em 1949 em engenharia elétrica, e um doutorado (Sc.D.) em matemática em 1954, orientada por Chia-Chiao Lin Durante esse tempo também trabalhou como assistente no projeto Whirlwind I no MIT, sob Jay Wright Forrester.

## Carreira posterior
De 1954 a 1958 trabalhou na solução numérica de equações diferenciais parciais no UNIVAC, para o Centro de Computação da Comissão de Energia Atômica dos Estados Unidos no Instituto Courant de Ciências Matemáticas da Universidade de Nova Iorque. Em 1958, seguindo seu marido, retornou ao grupo de pesquisa de dinâmica de sistemas de Forester no MIT, onde se tornou parte da equipe que escreveu a linguagem de programação DYNAMO. Tornou-se colaboradora no primeiro interpretador Lisp e principal autora do primeiro manual do Lisp.
Em 1963 mudou-se do MIT para o Newark College of Engineering, onde se tornou full professor em 1972. Durante esse tempo também foi consultora do Bell Labs, para onde se mudou em 1973 para trabalhar em uma biblioteca numérica altamente portátil (PORT). Aposentou-se do Bell Labs em 1984.